# Cyclosorus hirtipes
Cyclosorus hirtipes är en kärrbräkenväxtart som beskrevs av Shing och C. F. Zhang. Cyclosorus hirtipes ingår i släktet Cyclosorus och familjen Thelypteridaceae. Inga underarter finns listade.